# Installation de traitement de matériaux
En France, une installation de traitement de matériaux est une installation classée pour la protection de l'environnement (ICPE) qui broie, concasse, crible, ensache, pulvérise, nettoie, tamise et/ou mélange des pierres, cailloux, minerais et autres produits minéraux, qu'ils soient naturels ou artificiels, ou des déchets inertes.

## Activité

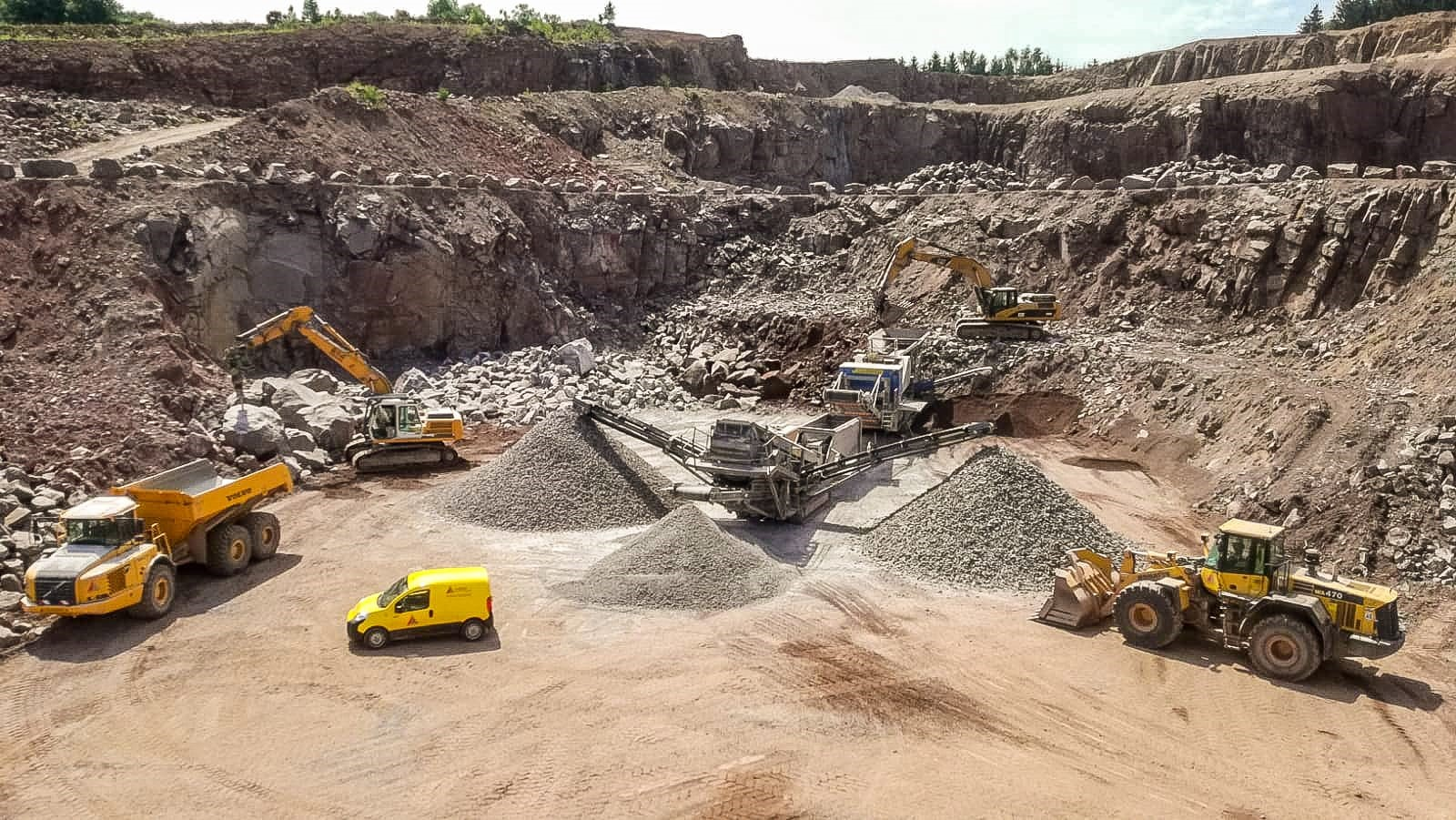
Deux concasseurs mobiles dans une carrière de granite à Vieux-Moulin (Vosges) (2006).

Ce type d'installation est généralement associé :
- Soit à la filière d'extraction et de transformation de matériaux (carrière, centrale d'enrobage, centrale à béton, etc.).
- Soit à la filière de valorisation des déchets inertes, généralement issus des entreprises de BTP, afin de minimiser la quantité de déchets éliminés en installation de stockage de déchets inertes (ISDI).

## Réglementation

### Classement ICPE

#### Rubrique 2515
Les installations de traitement de matériaux sont concernées par la rubrique no 2515 de la nomenclature des installations classées (« broyage, concassage, criblage, ensachage, pulvérisation, nettoyage, tamisage, mélange de pierres, cailloux, minerais et autres produits minéraux naturels ou artificiels ou de déchets non dangereux inertes »), qui est divisée en deux sous-catégories :
- Rubrique no 2515-1 (« installations de broyage, concassage, criblage, ensachage, pulvérisation, nettoyage, tamisage, mélange de pierres, cailloux, minerais et autres produits minéraux naturels ou artificiels ou de déchets non dangereux inertes, en vue de la production de matériaux destinés à une utilisation, à l'exclusion de celles classées au titre d'une autre rubrique ou de la sous-rubrique no 2515-2 ») :
  - Les installations ayant une puissance maximale de l'ensemble des machines fixes pouvant concourir simultanément au fonctionnement de l'installation supérieure à 200 kW sont soumises à enregistrement.
  - Les installations ayant une puissance maximale de l'ensemble des machines fixes pouvant concourir simultanément au fonctionnement de l'installation supérieure à 40 kW et inférieure ou égale à 200 kW doivent être déclarées.
- Rubrique no 2515-2 (« installations de broyage, concassage, criblage, mélange de pierres, cailloux, minerais et autres produits minéraux naturels ou artificiels ou de déchets non dangereux inertes extraits ou produits sur le site de l'installation, fonctionnant sur une période unique d'une durée inférieure ou égale à six mois ») : 
  - Les installations une puissance maximale de l'ensemble des machines fixes pouvant concourir simultanément au fonctionnement de l'installation supérieure à 350 kW sont soumises à enregistrement.
  - Les installations une puissance maximale de l'ensemble des machines fixes pouvant concourir simultanément au fonctionnement de l'installation supérieure à 40 kW et inférieure ou égale à 350 kW doivent être déclarées.

#### Rubrique 2517
En général, les installations de traitement de matériaux sont également concernées par la rubrique no 2517 de la nomenclature des installations classées (« station de transit, regroupement ou tri de produits minéraux ou de déchets non dangereux inertes autres que ceux visés par d'autres rubriques ») :
- Les installations ayant une superficie de l'aire de transit supérieure à 10 000 mètres carrés sont soumises à enregistrement.
- Les installations ayant une superficie de l'aire de transit supérieure à 5 000 mètres carrés et inférieure ou égale à 10 000 mètres carrés doivent être déclarées.

#### Rubrique 2516
Dans certains cas, les installations de traitement de matériaux peuvent être concernées par la rubrique no 2516 de la nomenclature des installations classées (« station de transit de produits minéraux pulvérulents non ensachés tels que ciments, plâtres, chaux, sables fillérisés ou de déchets non dangereux inertes pulvérulents »).

### Autorisation et contrôle
Les autorisations préfectorales ou les autorisations préfectorales simplifiées sont délivrées sous la forme d'arrêtés préfectoraux afin d'imposer aux exploitants le respect d'un certain nombre de prescriptions techniques permettant de limiter leurs impacts environnementaux, notamment celles de :
- L'arrêté ministériel du 26 novembre 2012 relatif aux prescriptions générales applicables aux installations de broyage, concassage, criblage, etc., relevant du régime de l'enregistrement au titre de la rubrique no 2515[4].
- L'arrêté ministériel du 10 décembre 2013 relatif aux prescriptions générales applicables aux stations de transit de produits minéraux ou de déchets non dangereux inertes autres que ceux visés par d'autres rubriques relevant du régime de l'enregistrement au titre de la rubrique no 2517[5].

Les exploitants des installations soumises à déclaration doivent quant à eux respecter les prescriptions techniques de l'arrêté ministériel du 30 juin 1997 aux prescriptions générales applicables aux installations classées pour la protection de l'environnement soumises à déclaration sous la rubrique no 2515 et/ou de l'arrêté ministériel du 30 juin 1997 relatif aux prescriptions générales applicables aux installations classées pour la protection de l'environnement soumises à déclaration sous la rubrique no 2517.
L'instruction des demandes d'enregistrement ainsi que le contrôle du respect des prescriptions techniques par les exploitants sont réalisés par l'inspection des installations classées.